# Maurice Maindron
Maurice Georges René Maindron (Parigi, 1857 – 1911) è stato un entomologo francese.
Nel 1876 visitò la Nuova Guinea e nel 1879 raggiunse il Senegal. Dopo un viaggio in Malabar si recò nell'India francese (1884), dove risiedette fino al 1901.
Entomologo ed archeologo scrisse nel 1905 la commedia Il miglior partito.